# Slacht

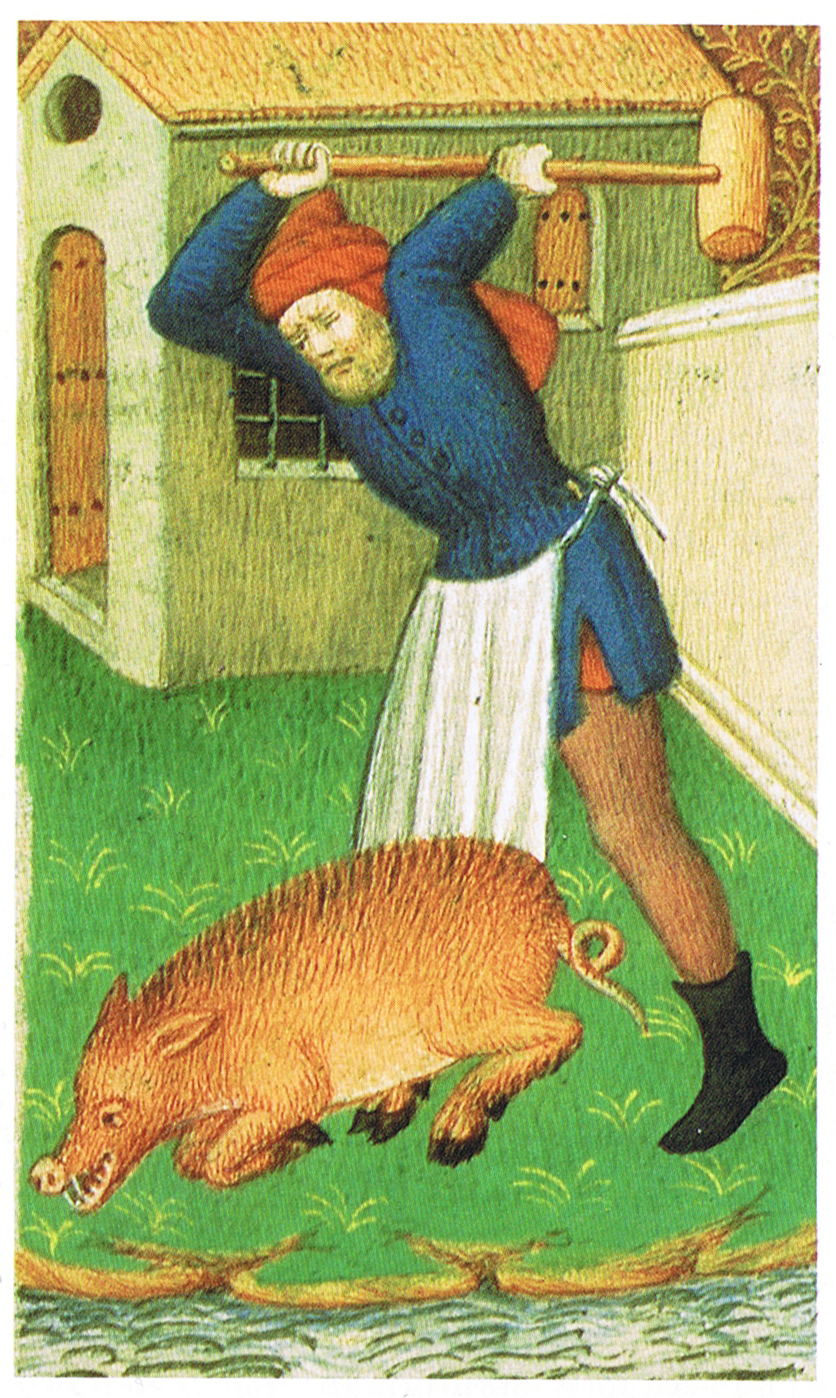
Afbeelding van een middeleeuwse slachter.

De slacht of het slachten van dieren is "het doden van dieren door verbloeding" volgens de definitie in de Europese Richtlijn 93/119/EG inzake de bescherming van dieren bij het slachten of doden. Slacht onderscheidt zich daardoor van de jacht.
Volgens de geldende wetgeving (de Europese Richtlijn en de daarvan afgeleide Belgische en Nederlandse wetgeving), moet in de meeste gevallen geslacht worden in een slachthuis. Ook is het verplicht om de dieren vooraf te bedwelmen, hoewel hiervoor een uitzondering bestaat voor het slachten volgens een godsdienstige ritus (ritueel slachten), waarmee vooral sjechieta (joden) en dabh (moslims) wordt bedoeld.

## Redenen
Slachten is het gericht doden en laten verbloeden van dieren met het oog op het rechtstreeks verkrijgen, verwerken, economisch benutten en/of consumeren van de producten. Slachten mag in Nederland alleen nog als het verkrijgen van voedingsmiddelen het hoofddoel is. Het fokken en slachten van pelsdieren voor bont is in Nederland niet langer toegestaan; in veel andere landen wel. 

### Slachten voor voedselproductie
Het hoofddoel van de slacht is voor de productie van voedsel. Dit voedsel dient voor de consumptie door mensen, of door mensen gehouden dieren. Het meest gebruikte onderdeel is vlees, dat wanneer het afkomstig is van slacht ook wel slachtvlees wordt genoemd.

### Doden van economisch nutteloze dieren als bijproduct
Een aanzienlijk deel van de doding betreft dieren die geboren worden maar geen economisch nut (meer) hebben. Dit gebeurt vooral in de pluimveesector, waar de sterke voorkeur gegeven wordt aan hennen voor zowel kippenvlees- als eierproductie en hanen doorgaans onmiddellijk na hun geboorte worden gedood. Hanen leggen immers geen eieren en moderne hybride hanen zetten nauwelijks vlees aan. In Nederland worden daarom jaarlijks 45 miljoen mannelijke kuikens meteen na hun geboorte vergast; wereldwijd worden er jaarlijks naar schatting rond de 3,2 miljard haantjes vergast. Een andere veelgebruikte methode is versnippering; jaarlijks worden naar schatting wereldwijd 4 tot 6 miljard haantjes vergast of versnipperd. Het stoffelijk overschot van deze kuikens wordt voornamelijk als voer voor andere dieren gebruikt. 

### Slachten van overige dieren als bijproduct
Nadat leghennen minder eieren beginnen te leggen worden ze economisch eveneens onrendabel en geslacht, vaak als 'soepkip' of verwerkt in andere producten.
In de melkvee-industrie moeten koeien bijna ieder jaar drachtig gemaakt worden (doorgaans via kunstmatige inseminatie) zodat zij melk gaan produceren. Kalveren worden op een leeftijd van 6 tot 12 maanden geslacht als het stieren zijn (die geen melk kunnen produceren), of omdat de boer ze niet nodig heeft ter aanvulling of vervanging van zijn kudde. Van de vrouwelijke kalveren worden de exemplaren met de beste afstamming opgefokt tot melkkoe. De meeste melkkoeien geven na 5 of 6 jaar minder of geen melk meer omdat ze niet meer drachtig kunnen worden gemaakt (waardoor de melkproductie uiteindelijk daalt) of andere gezondheidsproblemen, en worden dan eveneens geslacht. Het vlees van geslachte melkkoeien kan ook worden geconsumeerd.

### Slachten voor andere producten
Slachten voor andere doelen dan voor voedingsmiddelen is in Nederland niet toegerstaan, maar bijproducten van de slacht mogen worden benut voor andere doeleinden dan voedselproducten. De organen van dieren worden vaak als bijproduct van de vleesindustrie gebruikt voor andere doeleinden. Van de huid van koeien wordt bijvoorbeeld leer geproduceerd waaruit schoeisel kan worden gemaakt.

### Slachten als natuurbeheersmaatregel
In het natuurbeheer kan het slachten worden toegepast als beheersmaatregel. In veel natuurparken in Noord-Amerika worden regelmatig de bizonkuddes bijeengedreven. Wanneer die kuddes te groot zijn, worden met name jonge dieren voor de slacht geselecteerd. De overige dieren worden dan na een veterinaire behandeling losgelaten. Door met name de jonge dieren voor slacht te selecteren, wordt de cohesie in de kudde niet aangetast.
Ook in Nederland wordt slacht ingezet als natuurbeheersmaatregel. Zonder beheer van een populatie zouden de dieren, zeker in kleine terreinen, op termijn een tekort aan voedsel krijgen en minder vitaal worden, waardoor de natuurterreinen tot een groot weiland zouden verworden.

## Statistieken
| Diersoort              | Aantal         |
| ---------------------- | -------------- |
| Kippen                 | 58.110.000.000 |
| Tamme eenden           | 2.817.000.000  |
| Tamme varkens          | 1.383.000.000  |
| Tamme kalkoenen        | 654.000.000    |
| Ganzen & Parelhoenders | 649.000.000    |
| Schapen                | 517.000.000    |
| Geiten                 | 430.000.000    |
| Runderen               | 296.000.000    |
| Bizons                 | 24.000.000     |
| Totaal                 | 64.880.000.000 |

## Dierenwelzijn
De vraag of en waarom mensen dieren mogen slachten is een existentieel, ethisch dilemma, dat al bestaat zolang mensen dieren houden. In de loop der geschiedenis zijn er vaak groepen en individuele mensen geweest die hebben geijverd voor meer diervriendelijke methoden van slachten, waardoor het  dierenleed wordt beperkt. Sinds 1992 is het in Nederland in principe verplicht om dieren voorafgaand aan de slacht te verdoven, ook wel "bedwelmen" genoemd. Daardoor wordt tegenwoordig de slachtmethode in twee stappen gehanteerd van eerst verdoven en daarna doden.

### Redenen voor verdoving
Binnen de Europese Unie worden de meeste dieren die geslacht worden voor menselijke consumptie gedood door, na verdoving, de grote bloedvaten in de keel of borstkas door te snijden (vandaar het werkwoord kelen), zodat er in korte tijd veel bloedverlies optreedt. Bij onverdoofde slacht (zoals bij rituele slacht) verliest het dier zijn bewustzijn nadat er een bepaalde hoeveelheid bloedverlies is opgetreden; na nog meer bloedverlies volgt de dood. Voordat het zijn bewustzijn verliest, zal het dier vanaf het moment van doorsnijden van de keelslagader pijn ervaren en mogelijk ook stress en angst. Afgaand op uiterlijk gedrag en hersenactiviteit, zal de tijd tussen het doorsnijden van de grote bloedvaten en bewustzijnsverlies maximaal 20 seconden duren bij schapen, maximaal 25 seconden bij varkens, maximaal 2 minuten bij runderen, maximaal 2,5 minuten of meer bij pluimvee en soms 15 minuten of meer bij vissen. Om de duur van de pijnervaring te bekorten, is verdoving normaliter het meest effectief. De beste verdovingsmethode is afhankelijk van de diersoort; de kwaliteit van het gereedschap en de bekwaamheid van het personeel hebben eveneens invloed op de effectiviteit.

### Verdovingsmethoden
Voor verdoving zijn verschillende methodes ontwikkeld, waaronder elekronarcose, verstikking met een gas (zoals argon, stikstof of koolstofdioxide) of door het gebruik van een schietmasker. De methodes zijn niet altijd even betrouwbaar: soms wordt een dier onvoldoende verdoofd en lijdt daardoor nog steeds pijn tijdens het slachtproces. Afhankelijk van onderzoeksrapporten van verschillende dierenwelzijnsorganisaties falen verdovingsmethodes tussen de 9% en 31% van de gevallen om een dier effectief te verdoven.:4:13

#### Elektrisch (elektronarcose)
Bij pluimvee wordt meestal gebruik gemaakt van een waterbad waar de vogels met hun kop of hele lichaam in worden gehouden en een elektrische schok (vaak meer dan 200 mA) wordt gegeven om ze tot hartstilstand te brengen. Met elektro-encefalografie kan ongeveer worden gemeten hoeveel hersenactiviteit een dier nog vertoont na het toebrengen van een schok om de juiste sterkte te bepalen. Als de elektrische schok sterk genoeg is, zal het dier onmiddellijk (vaak binnen 1 seconde) het bewustzijn verliezen. Als vogels alleen met hun kop verdoofd worden, moet hun hals binnen 10 tot 15 seconden worden doorgesneden om te voorkomen dat ze hun bewustzijn herwinnen. In de pluimvee-industrie wordt echter meer gebruik gemaakt van waterbaden die de gehele vogel verdoven door ze ondersteboven met hun poten aan voortbewegende ijzeren ketenen te hangen en hun koppen door het elektrische water te laten gaan (met hooguit 20 kippen tegelijk). Hierdoor is er een zeer hoge kans dat ze een hartstilstand krijgen en hun bewustzijn verliezen. Voorafgaand aan de verdoving wappert ongeveer 90% van de vogels nog met hun vleugels, meestal als ze net opgehangen worden, als ze de eerste schokken toegediend krijgen en vooral als de ketenen strak om hun poten zitten (hetgeen echter van belang is voor goede stroomgeleiding). Doordat de vogels veel met hun vleugels en lichaam bewegen, komen ze soms onvoldoende of geheel niet in aanraking met het geëlektrificeerde water en zijn daarom bij bewustzijn wanneer hun hals wordt doorgesneden. In sommige gevallen is 10% van de dieren niet (goed) verdoofd en kan daardoor pijn lijden tijdens de slacht. Het waterbad kan ook gebruikt worden om vogels meteen te elektrocuteren, maar daar wordt de vleeskwaliteit meestal wel slechter van.
Elektronarcose wordt ook bij varkens gebruikt, waarbij elektroden op de kop en eventueel borstkas van het varken worden geplaatst, waarna een krachtige stroomstoot wordt gegeven en bewustzijnsverlies optreedt.

#### Gasnarcose
Gasnarcose wordt veel toegepast bij varkens en pluimvee. Dieren worden gedurende een bepaalde tijd blootgesteld aan zuurstofverdringende gassen, waarna bewustzijnsverlies optreedt. Vaak wordt hiervoor een hoog gehalte koolstofdioxide gebruikt, maar omdat dit irritatie aan de slijmvliezen geeft wordt er gezocht naar alternatieve gasmengsels.

#### Schietmasker
Een schietmasker is een apparaat dat met hoge snelheid een pen door de schedel, in de hersenen van een dier schiet, waardoor het dier hersendood wordt en daarmee het bewustzijn verliest. Wanneer deze methode op de juiste manier toegepast wordt is de verdoving snel, pijnloos en onomkeerbaar. Er bestaan ook niet-penetrerende schietmaskers, het dier verliest daarbij het bewustzijn door de grote klap tegen het hoofd.

### Ritueel slachten
Vanaf eind 19e eeuw hebben steeds meer landen verdoofde slacht verplicht ingevoerd. De meeste moslims en joden zijn echter van mening dat dieren geslacht dienen te worden volgens een bepaald religieus ritueel, dat verdoving niet toestaat als het dier daardoor "onrein" zou worden. Op grond van godsdienstvrijheid is voor hen in verschillende landen, waaronder Nederland, een uitzondering op de verdovingsplicht gegeven. Dierenwelzijnsorganisaties en -activisten uiten vaak kritiek op deze uitzondering en menen dat religie geen argument mag zijn om dieren niet te verdoven, waarop religieuze organisaties en individuen dan weer reageren dat hun godsdienstvrijheid belangrijker is dan de ethische bezwaren, of dat hun manier van slachten juist wel “diervriendelijk” is.
Sinds begin 21e eeuw is er een verschuiving gaande in verscheidene islamitische en joodse gemeenschappen die "omkeerbare" verdoving aanvaardbaar vinden: zolang het dier niet dodelijk gewond raakt van de verdoving, is het ceremonieel "rein" en dus nog steeds halal of koosjer. Dit betekent dat bijvoorbeeld electronarcose of niet-penetrerende schietmaskers aanvaardbare bedwelmingsmethodes zijn volgens verschillende imams en rabbijnen. In 2018 heeft het Europees Hof van Justitie bepaald dat het overheden van EU-lidstaten (in dat geval de Vlaamse overheid in België) is toegestaan om onverdoofde rituele slacht te verbieden als omkeerbare verdoofde rituele slachtmethoden mogelijk zijn.

### Reductie doding mannelijke kuikens
Omdat hanen geen eieren kunnen leggen en meestal ongeschikt zijn voor vleesproductie, hebben ze geen economisch nut en worden er naar schatting jaarlijks wereldwijd 4 tot 6 miljard mannelijke kuikens op hun geboortedag meteen vergast of versnipperd; in Nederland worden er per jaar 45 miljoen eendagskuikens vergast. Hiervoor bestaan meerdere oplossingen, zoals desondanks toch proberen hanen vet te mesten, te slachten, het hanenvlees te koop aanbieden en hopen dat de consument het wil kopen. Een andere methode is eind jaren 2010 ontwikkeld door wetenschappers in onder meer Nederland (In Ovo) en Duitsland (Seleggt), namelijk het seksen van bevruchte eieren 9 dagen nadat ze gelegd zijn en de eieren met mannelijke vruchten te vernietigen voordat ze tot wasdom komen en na 21 dagen uit het ei komen.

## Oppositie tegen slacht
Sommige mensen vinden dat dieren slachten voor vleesvoorziening onnodig of overbodig is. Vaak voeren zij daarbij overwegingen aan vanuit dierethiek en/of dierenwelzijn. In plaats daarvan zouden mensen zich volgens hen meer of volledig dienen te voeden met plantaardig voedsel, eventueel in de vorm van plantaardige vleesvervangers, indien nodig aangevuld met andere dierlijke producten (melk, eieren) en/of synthetische vitaminen en mineralen. Afhankelijk van hoe ver men hierin gaat noemt men een dergelijke houding vegetarisme, veganisme of daaraan verwante termen. Wereldwijd zijn naar schatting zijn 2 miljard mensen vegetariër, oftewel 28,6% van de wereldbevolking; zij zijn daardoor alleen indirect afhankelijk van de slacht voor hun voedselvoorziening, maar stellen wel meer eisen aan een gevarieerde plantaardige voeding.
Een ander alternatief voor slachtvlees is kweekvlees, waarbij stamcellen van dieren worden gecultiveerd in een laboratorium en uiteindelijk kunnen worden gegeten zonder dat daarvoor rechtstreeks een dier geslacht hoeft te worden.